# Provincia de San Pedro de Macorís
La provincia de San Pedro de Macorís es una de las 32 provincias de la República Dominicana situada en la Región Este del país. Forma parte de la región de desarrollo Higuamo, junto a las provincias de Monte Plata y de Hato Mayor. Su capital es la ciudad homónima.
Desde su fundación, esta provincia ha contribuido al país en diversos aspectos. En ella han nacido o residido varios poetas y peloteros, además de ser una de las provincias con una gran cantidad de ingenios azucareros. También ha tenido un impacto en el área turística, gracias a sus atractivos como playas, su catedral, su malecón y las cuevas de las maravillas. Además, es una de las principales generadoras de electricidad en el país.

## Historia
En sus orígenes, San Pedro de Macorís fue una aldea de pescadores asentados en las orillas del río Maçorix o Higuamo desde 1875. Su nombre original fue Mosquitisol. En el año 1846, a petición de los pobladores del lugar denominado Maçorix, el Consejo Conservador decidió declarar al lugar como Puesto Militar. Para ese entonces, pertenecía a la provincia de El Seibo, estando ésta conformada por tres comunes: El Seibo como municipio cabecera, Higüey y Samaná.
La primera autoridad que tuvo San Pedro de Macorís fue Antonio Molano, quien fue nombrado alcalde pedáneo en el Soco. Molano renunció por problemas de salud en 1851, y fue sustituido por Ignacio María Quírico. Después de 1840, los habitantes se trasladaron del margen occidental del Higuamo al margen oriental, lugar en el cual nació una de las ciudades más productivas de la República Dominicana.
Y es a orillas del río Higuamo en donde comienzan las primeras edificaciones y nace una pequeña ciudad, fijando los límites de la nueva aldea, partiendo desde la Loma del Caletón, llamada más tarde la Loma de Buena Vista o de Venancio Ordóñez, hasta la llamada subida de La Barca o Loma de los Castillo, siguiendo hacia lo que es hoy el barrio El Retiro por la calle Federico Bermúdez.
Se desarrolló de sur a norte, por todo el margen del río hasta lo que es hoy la calle 10 de septiembre de Miramar, entonces Puerta de la Tranca, cruzando dicho camino hacia la actual calle Rafael Deligne, entonces Camino del Caño, siguiendo todo el trayecto hasta su intersección con el camino del Retiro.
San Pedro de Macorís fue erigido en Distrito Marítimo el 10 de septiembre de 1882, durante la presidencia de Monseñor Fernando Arturo de Meriño. Distrito Marítimo era una división territorial con las mismas prerrogativas políticas y administrativas que las provincias.
La Constitución del 9 de septiembre de 1907 eliminó la categoría de Distrito Marítimo y San Pedro de Macorís pasó a ser una de las provincias dominicanas, con dos comunes (municipios): San Pedro de Macorís, común cabecera, y San José de los Llanos. San Pedro de Macorís es conocida por ser durante gran parte del siglo pasado una de las provincias más importantes en el desarrollo de la industria azucarera dominicana.
Durante la primera ocupación estadounidense en la República Dominicana, San Pedro de Macorís desempeñó un papel preponderante, dado que se opuso al dominio estadounidense junto a la provincia del Seibo, a través del movimiento guerrillero Los Gavilleros, quienes conformaron la primera insurrección en la isla en contra de la ocupación.

### Industria azucarera
La mayor parte de la industria azucarera erigida en la República Dominicana en el siglo XIX se desarrolló en San Pedro de Macorís. La mayoría de los ingenios azucareros eran propiedad de inmigrantes, siendo el primero de ellos el Ingenio Angelina, propiedad de Juan Amechazurra. Más tarde, en la década de 1880 fueron levantados los ingenios Porvenir, Quisqueya, Cristóbal Colón y Consuelo.  Los inmigrantes cubanos proporcionaron los conocimientos técnicos necesarios para el cultivo y producción del azúcar de caña.
La pujante economía de la provincia atrajo mano de obra de distintas latitudes; muchos inmigrantes puertorriqueños arribaron a esta provincia para realizar trabajos de corte de caña, principalmente en el Ingenio Puerto Rico establecido en 1892, de propiedad del español de origen catalán Jorge Juan Serrallés.
A finales del siglo XIX, la inestabilidad del mercado dio como consecuencia que se realizaran ajustes en los costos de producción para poder enfrentarse a la crisis económica, por lo que se inició la contratación de mano de obra barata proveniente de las islas del Caribe oriental, en su mayoría colonias de Inglaterra, Francia, Holanda y Dinamarca. En un principio, a los recién llegados se les denominó tórtolos cambiando más tarde el término a cocolos.

## Geografía
San Pedro de Macorís es una provincia situada en el sureste de la República Dominicana y forma parte de la Región Higuamo, junto a las provincias de Monte Plata y Hato Mayor.
Limita al norte con las provincias de Hato Mayor y El Seibo, al este con la provincia de La Romana, al sur con el Mar Caribe y al oeste con las provincias de Santo Domingo y Monte Plata. 
La provincia de San Pedro de Macorís tiene una superficie de 1254,3 km².

### Hidrografía
Posee tres grandes ríos y sus afluentes: 
- Río Higuamo: Principal de la región Este, y el de más kilómetros navegable del país, su desembocadura se encuentra junto a la ciudad de San Pedro de Macorís.
- Río Soco: Segundo en importancia en la región, es navegable en cierto rango, divide la ciudad de San Pedro de Macorís del municipio de Ramón Santana.
- Río Cumayasa: Representa la más grande concentración de manglares en la zona, jugando un papel esencial en la reproducción de muchas especias marinas.[9] Se encuentra entre la ciudad de San Pedro de Macorís y la ciudad de La Romana.

## División administrativa
La provincia de San Pedro de Macorís tiene una superficie total de 1254,3 km². Está dividida en seis municipios y dos distritos municipales.
- San Pedro de Macorís
- San José de Los Llanos
  - El Puerto
  - Gautier
- Ramón Santana
- Consuelo
- Quisqueya
- Guayacanes

## Economía

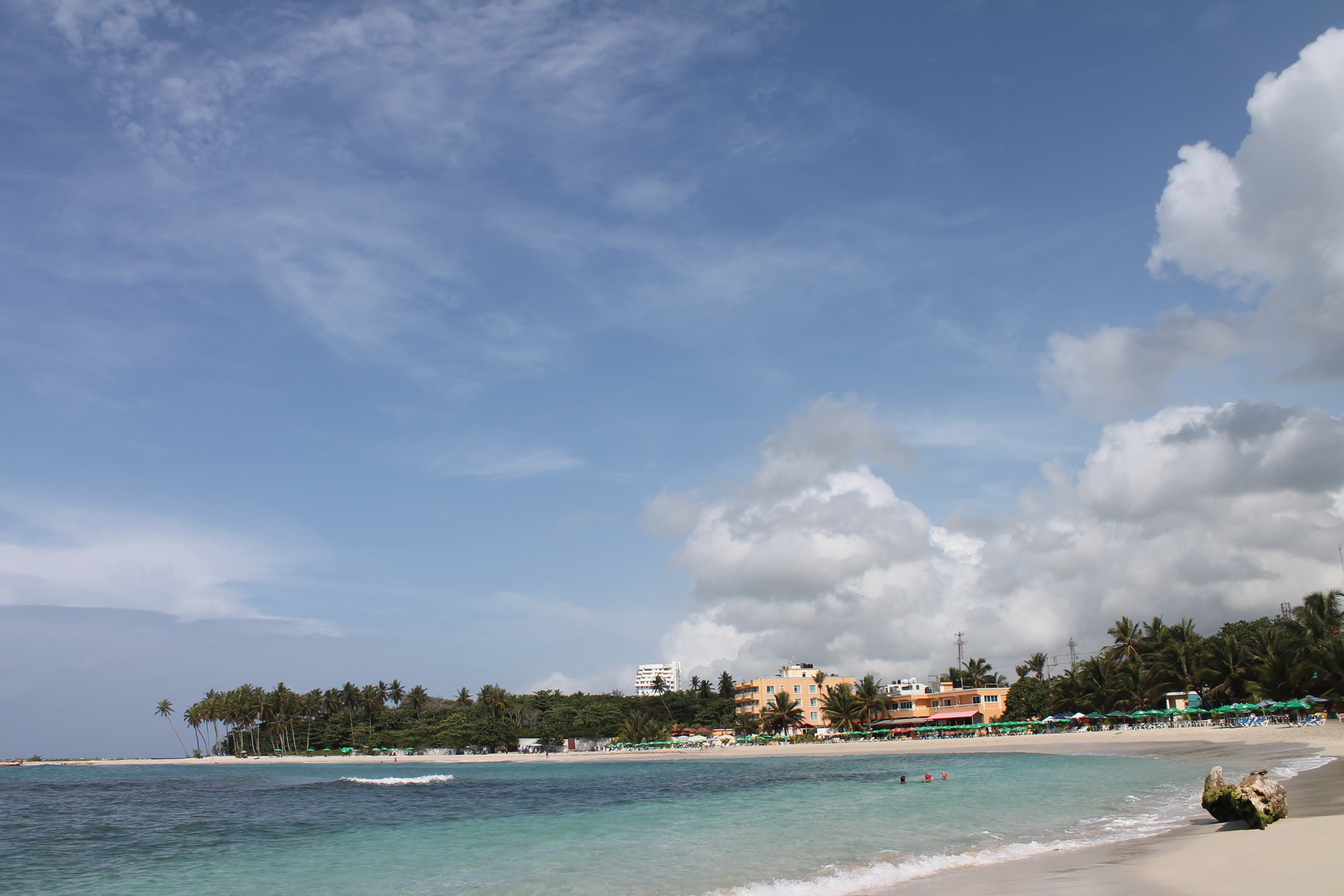
Playa en Juan Dolio

Su economía gira principalmente en torno a la agricultura, debido a sus altas cantidades de caña de azúcar. Otros puntos importantes en su economía lo componen la industria de zonas francas, la ganadería y el turismo.

### Industrias
San Pedro es una provincia industrial diversificado. Entre sus industrias están dos cementeras (que representan la mayor producción de cemento del país y del Caribe), el parque energético más grande del país y la mayor producción de energía eléctrica del país, tres destilerías de alcohol (la mayor producción del país), varios parques de zona franca, una procesadora de derivados lácteos, dos centrales azucareras (la segunda mayor producción nacional), el parque industrial César Iglesias, Molinos del Higuamo, entre otras.
La primera y única fábrica de Corn Flakes del Caribe está en San Pedro de Macorís y también la única generadora de electricidad del país a base de biomasa.

### Turismo
La mayor actividad turística de la provincia se concentra en Juan Dolio, en el municipio de Guayacanes, ubicado al oeste de la ciudad de San Pedro de Macoris. 
Juan Dolio es una zona turística de República Dominicana que experimenta un desarrollo turístico e inmobiliario acelerado gracias a su situación en el litoral y sus playas. En esta zona se encuentran varias cadenas hoteleras y proyectos residenciales dada su cercanía a Santo Domingo.
Allí se encuentra los Estudios Pinewood Indomina, la única empresa cinematográfica del país, cuya instalación principal lo constituye el tanque de agua, que rueda escenas complejas de alta mar y de las profundidades marinas.
Otros lugares de interés turístico de la provincia son: La Cueva de las Maravillas, Metro Country Club, Guavaberry y Country Club, Playa Guayacanes, Playa Caribe, Playa Boca del Soco, La Laguna de Mallén, Refugio de Vida Silvestre Río Soco, La Fuente de Oro, el Hotel Bahía Príncipe Playa Nueva Romana, el Río Cumayasa, el Museo del Ron, el centro histórico de San Pedro de Macorís, entre otros.

## Salud
En el área de la salud, San Pedro de Macorís cuenta con varios centros de salud, entre los que están:
- Hospital Regional Doctor Antonio Musa, principal de la región Este.
- Hospital Jaime Oliver Pino.
- Hospital Oncológico de la UCE.
- Hospital Católico Sagrado Corazón de Jesús.
- Hospital Ángel Ponce Pinedo.
- Hospital Pedro María Santana.
- Hospital Luis N. Beras.
- Sub-centro de salud Dr. Alejo Martínez.
- Centro Médico Especializado Macorix.
- Clínica Familiar Doctor Franklin Peña.
- Clínica Doctor De León.
- Clínica Peña Pérez.
- Clínica del niño
- Instituto Regional del Corazón Hipertensión y Especialidades.
- Centro Integral de Atención y Prevención de la Diabetes (DIABEP).

San Pedro de Macorís cuenta con el servicio de emergencia 911.

## Deportes
Fue en San Pedro de Macorís donde comenzó a jugarse béisbol por primera vez en la República Dominicana, de ahí surge la pasión por ese deporte en la ciudad. El deporte más popular es el béisbol (conocido como "pelota"). Su equipo, las Estrellas Orientales, juega en la Liga Invernal Dominicana (LIDOM) y tiene su sede en el Estadio Tetelo Vargas, fundado en 1910.
San Pedro de Macorís es la provincia que más peloteros y más pesistas de primer nivel ha dado al país, destacándose incluso por encima de países como Cuba, Puerto Rico y Haití. Cuenta con varios complejos deportivos y una gran cantidad de academias de béisbol y campos de entrenamiento.
También se practican y son populares el básquetbol, el voleibol, el ajedrez, el fútbol, entre otros.

## Cultura
San Pedro de Macorís tal vez sea la provincia con la mayor diversidad cultural dentro de la República Dominicana, lo cual es debido sobre todo a los diferentes núcleos migratorios que la conformaron en sus inicios, provenientes sobre todo de las islas inglesas del Caribe, Puerto Rico, Cuba y del Líbano. Estos grupos migratorios fueron atraídos a raíz del surgimiento de la industria azucarera a finales del siglo XIX, la cual, hasta hace dos décadas, fue la industria de mayor aporte a la economía nacional.
Son varios los hombres y mujeres de letras y ciencias que han surgido o se han formado dentro de esta provincia, figuras de la talla de Pedro Mir (hijo de una cubana y un puertorriqueño), Víctor Villegas, Domingo Charro, los hermanos Deligne, Evangelina Rodríguez, Federico Bermúdez. Todos ellos son figuras prominentes en la cultura dominicana.
El grupo migratorio de mayor impacto cultural sin duda ha sido el proveniente de las islas inglesas del Caribe, comúnmente conocidos como «cocolos».  Este grupo mantiene aún hasta nuestros días todas las manifestaciones culturales de sus ascendientes.

## Lugares de interés
- Catedral San Pedro Apóstol
- Centro histórico de la ciudad de San Pedro de Macorís
- Malecón de San Pedro de Macorís
- Playa Juan Dolio
- Playa Guayacanes
- Playa Caribe
- Playa Mortero
- Playa Boca de Soco
- La Cueva de las Maravillas
- La Cueva de los Murciélagos
- Museo Centro Histórico Ron Barceló
- Metro Country Club
- Guavaberry Juan Dolio
- Hotel Bahía Príncipe Playa Nueva Romana
- Parque Ecológico Pedro Mir
- Parque Infantil Malecón
- Parque Padres de la Patria
- Estadio Tetelo Vargas
- Complejo Deportivo de Villa Olímpica
- Museo de Historia de San Pedro de Macorís.
- Museo Cultural San Pedro.
- Casino Puertorriqueño.
- Finca Los Compadres.
- Club Campo Azul
- Reserva Natural Río Cumayasa
- Balnearios Río Caganche, Río Almirante, Río Casuí y Río Tos
- Balneario Río Guasa
- Biblioteca Cultural de la Juventud
- Biblioteca Ateneo Macorís
- Biblioteca UCE
- Centro cultural Macorisano
- Monumento a la Cultura
- Refugio de Vida Silvestre Río Higuamo
- Refugio de Vida Silvestre Río Soco
- Reserva Natural Laguna de Mallén
- La Fuente de Oro
- Amable Pasteles en Hojas

## Personajes célebres
- Mario de Jesús Báez (1924-2008), compositor y editor musical de boleros.[23]
- George Bell (1959-), beisbolista.
- Federico Jovine Bermúdez (1884-1921), poeta, periodista y profesor.[24]
- Robinson Canó (1982), beisbolista.

- Carmen Natalia (1917-1976), poetisa.[25]
- Rico Carty (1939-), beisbolista.
- La Basura (1995-), FIGURA PUBLICA CCR.
- René del Risco (1937-1972), poeta, narrador y publicista.
- Virgilio Díaz Ordóñez (1895-1968), también conocido como Ligio Vizardi, poeta, orador, escritor y dimplomático.[26]
- Pedro Mir (1913-2000), poeta y escritor, considerado el «poeta nacional».[27]
- Alfonso Soriano (1976-), beisbolista.
- Sammy Sosa (1968-), beisbolista.
- Juan Luis Guerra (1957-), cantante, compositor y productor musical.

## Brújula
|                                    | Norte: Hato Mayor y El Seibo |                 |
| Oeste: Santo Domingo y Monte Plata |                              | Este: La Romana |
|                                    | Sur: Mar Caribe              |                 |